# 星野智
星野 智（ほしの さとし、1951年7月 - ）は、日本の政治学者。専門は現代政治理論。中央大学法学部名誉教授。元神奈川大学非常勤講師

## 略歴
北海道札幌市出身。北海道札幌西高等学校卒業、1975年中央大学法学部法律学科卒業、1978年同大学院法学研究科政治学専攻博士前期課程修了、1981年博士後期課程単位取得退学。同法学部助手、1983年同法学部助教授を経て、1990年中央大学法学部教授。2007年同大学院法学研究科委員長。2017年同法学部長、2022年中央大学法学部定年退職。同名誉教授

## 恩師
ドイツ政治史については、池庄司敬信（中央大学名誉教授）に師事。政治原論については、大原光憲に師事。

## 著書

### 単著
- 『現代国家と世界システム』（同文舘出版, 1992年）
- 『世界システムの政治学』（晃洋書房, 1997年）
- 『現代ドイツ政治の焦点』（中央大学出版部, 1998年）
- 『現代権力論の構図』（情況出版, 2000年）
- 『国民国家と帝国の間』（世界書院, 2009年）
- 『市民社会の系譜学』（晃洋書房, 2009年）

### 共著
- （斎藤俊明・磯崎育男・佐藤幸男）『政治学のトポグラフィ』（新曜社, 1989年）

### 編著
- 『現代政治学の透視図』（世界書院, 1999年）
- 『公共空間とデモクラシー』（中央大学出版部, 2004年）

### 共編著
- （石塚良次）『広松渉コレクション（2）社会主義の根本理念』（情況出版, 1995年）

### 訳書
- J・A・ホール, G・J・アイケンベリー『国家』（昭和堂, 1996年）
- デイヴィッド・ヘルド・アンソニー・マグルー・デイヴィッド・ゴールドブラット・ジョナサン・ペラトン 『グローバル・トランスフォーメーションズ――政治・経済・文化』（中央大学出版部, 2006年）